# Agrostis friesiorum
Agrostis friesiorum é uma espécie de gramínea do gênero Agrostis, pertencente à família Poaceae.